# C12H10N4O2
化学式C12H10N4O2（摩尔质量：242.23 g/mol）可能指：
- 分散橙3，CAS号：730-40-5
- 光色素（7,8-二甲基咯嗪），CAS号：1086-80-2

|  | 这个同类索引页列出了具有相同分子式的化学物（即同分異構體）条目。 除非您是有意链接至本页，否则应将相应条目的内部链接指向正确的条目。 |